# Legacy (canción)
«Legacy» es una canción realizada por el disc jockey y productor neerlandés Nicky Romero, con la colaboración del grupo estadounidense Krewella. Fue lanzada el 5 de septiembre de 2013, como descarga digital a través de Protocol Recordings, el sello discográfico de Nicky Romero.

## Video musical
Dirigido por Kyle Padilla, Nicky Romero y Krewella, el vídeo trata de una madre con cáncer y su hijo, que se convierte en una clase de vigilante. Mientras la mamá lucha para vencer el cáncer con sus tratamientos y efectos, su hijo se preocupa por hacer lo que pueda para que ella se sienta mejor. Aunque las acciones del hijo no están del todo bien logra que su madre se sienta mejor. Es una estructura cinematográfica en el que se tratan temas muy diferentes cómo delincuencia y solidaridad.

## Lista de canciones
| Países Bajos – Descarga digital |                       |          |  |
| N.º                             | Título                | Duración |  |
| 1.                              | «Legacy» (Radio edit) | 3:12     |  |
| 2.                              | «Legacy»              | 6:26     |  |

| Estados Unidos – Descarga digital (Remixes) |                                        |          |  |
| N.º                                         | Título                                 | Duración |  |
| 1.                                          | «Legacy» (Versión extendida)           | 6:26     |  |
| 2.                                          | «Legacy (con Sway)» (Don Diablo Remix) | 5:00     |  |
| 3.                                          | «Legacy» (Wildstylez Remix)            | 5:27     |  |
| 4.                                          | «Legacy» (Vicetone Remix)              | 5:37     |  |
| 5.                                          | «Legacy» (Candyland's OG Remix)        | 4:34     |  |

| Descarga digital (Kryder Remix) |                         |          |  |
| N.º                             | Título                  | Duración |  |
| 1.                              | «Legacy» (Kryder Remix) | 4:36     |  |

| Descarga digital (Mike Candys Edit) |                             |          |  |
| N.º                                 | Título                      | Duración |  |
| 1.                                  | «Legacy» (Mike Candys Edit) | 3:05     |  |

## Posicionamiento en listas
| Lista (2013)                            | Mejor posición |
| --------------------------------------- | -------------- |
| Australia (ARIA)                        | 44             |
| Estados Unidos (Dance/Electronic Songs) | 22             |
| Estados Unidos (Dance/Mix Show Airplay) | 9              |

| País           | Lista (2014)           | Posición |
| -------------- | ---------------------- | -------- |
| Estados Unidos | Dance/Electronic Songs | 80       |
| Estados Unidos | Dance/Mix Show Airplay | 38       |